# Calle de Arganzuela

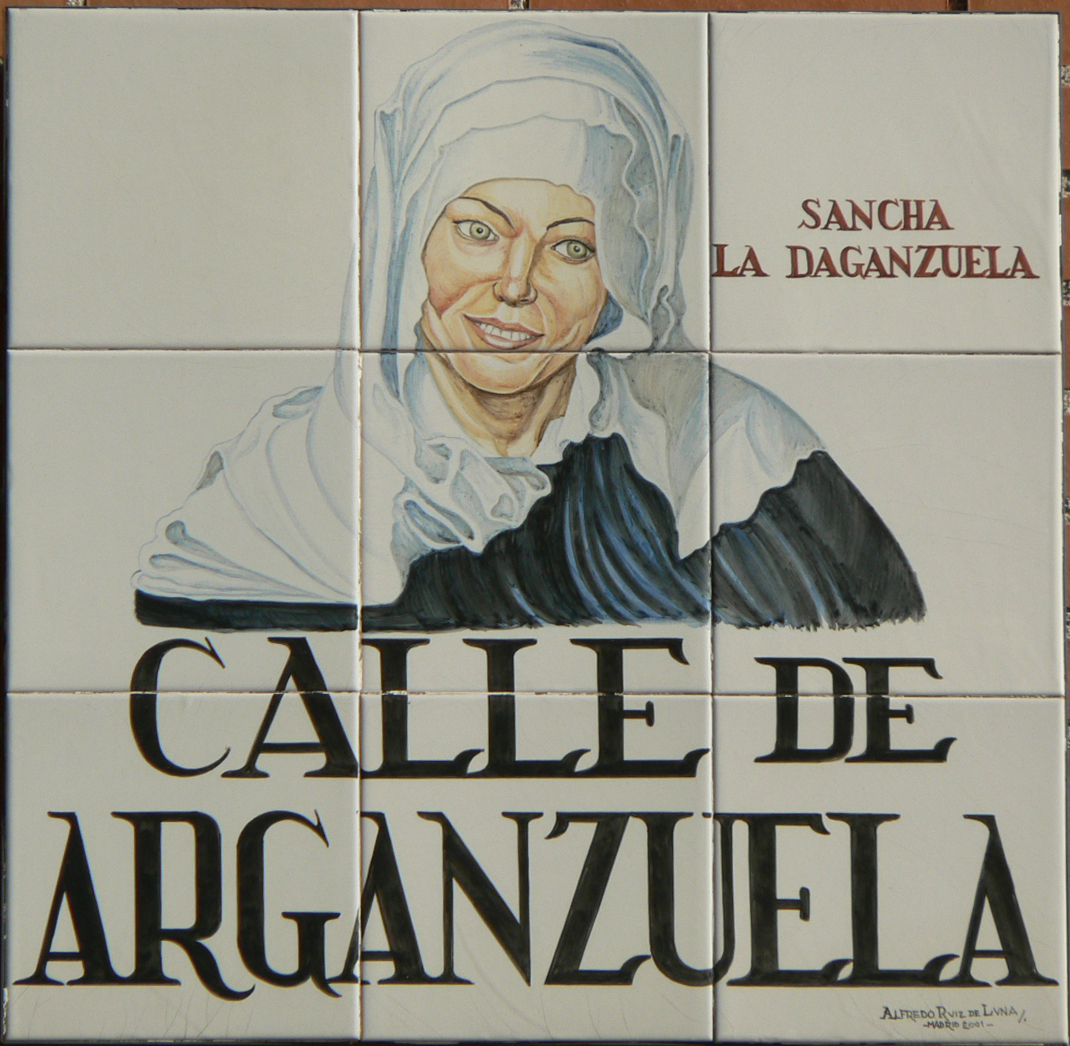
Calle de Arganzuela (Madrid). Callejero de azulejos del ceramista Ruiz de Luna.

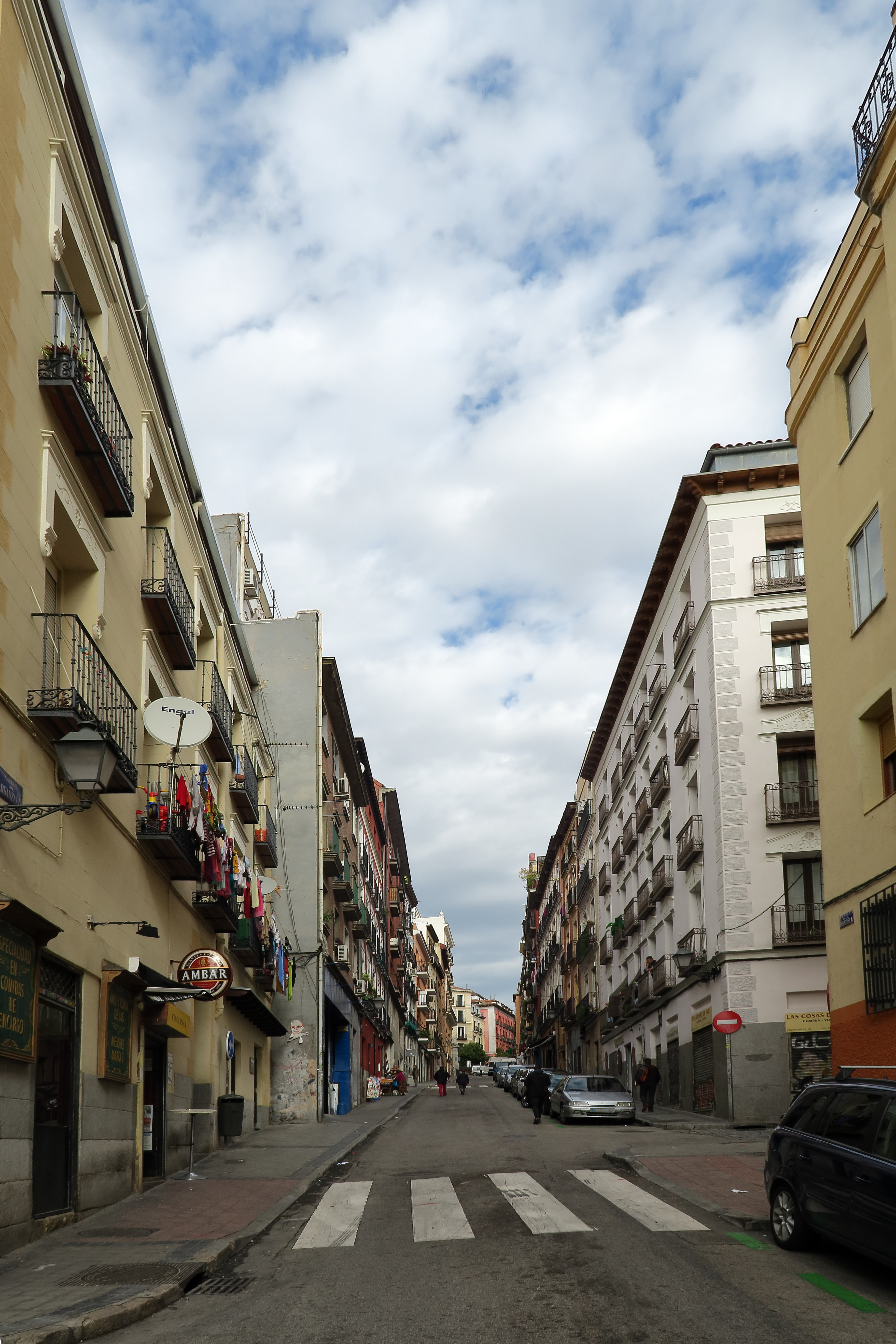
Calle Arganzuela, desde calle Capitán Salazar Martínez (en 2016)

La calle de Arganzuela es una antigua calle del Madrid de los Austrias en el distrito Centro de la capital española. Baja desde la calle de Toledo hasta la castiza plaza del Campillo del Mundo Nuevo, en la Ronda de Toledo, en las inmediaciones del Rastro. Arganzuela también da nombre a un barrio y un distrito de Madrid. Parece probable que el origen de todos ellos fuera la Dehesa de Arganzuela, zona de pastos a orillas del río Manzanares en el sur de Madrid.

## Historia
Llamada con anterioridad "calle de la Encrucijada" y "calle de la Mancebía" (por la mancebía que tuvo ubicación entre esta vía y la calle de Toledo). Los modernos especialistas en la historia de las calles de Madrid atribuyen el nombre de "Arganzuela" a la fantasía de los cronistas clásicos de esta villa, y especulan con la posibilidad de que, en realidad, se trate de una deformación del gentilicio de los colonos llegados de Arganda del Rey que se instalasen en esta zona del viejo Madrid (Arganda pequeña=Arganduela=Arganzuela).

### La leyenda de "Sanchica"
La leyenda popular que remonta el origen de esta calle al reinado de Isabel la Católica, relata la historia de la familia de un alfarero venido del pueblo de Daganzo que, viudo y con varios hijos, se instaló en una alquería de las inmediaciones. Tenía el alfarero una hija, "Sanchica" (diminutivo de Sancha), la menor de los hermanos, que a pesar de ser pequeña y enfermiza, subía a diario las cantarillas del cercano río Manzanares necesarias para el trabajo del alfar y la subsistencia familiar. Y ocurrió que pasó por allí la reina, sedienta para mayor fantasía. Le pide agua y Sanchica se la ofrece en su mejor cantarilla: Una lágrima en el rostro de la niña despierta la piedad y curiosidad de la reina. Tras la conversación, ordena a un hombre de su séquito que llene tres veces el cántaro y riegue el perímetro de una pieza de tierra que regala como dote real a la muchacha. El lugar empieza así a llamarse "de la Daganzuela" (la ‹chicuela› de Daganzo), que más tarde se transformará en "la Arganzuela". La "sanchica" alfarera acabó, como suele ocurrir en casi todas estas piadosas leyendas, en la Venerable Orden Tercera de San Francisco (de ahí que el ceramista Ruiz de Luna la pintase con toca blanca y saya oscura en la placa del callejero de Madrid).

### Mesonero paseante

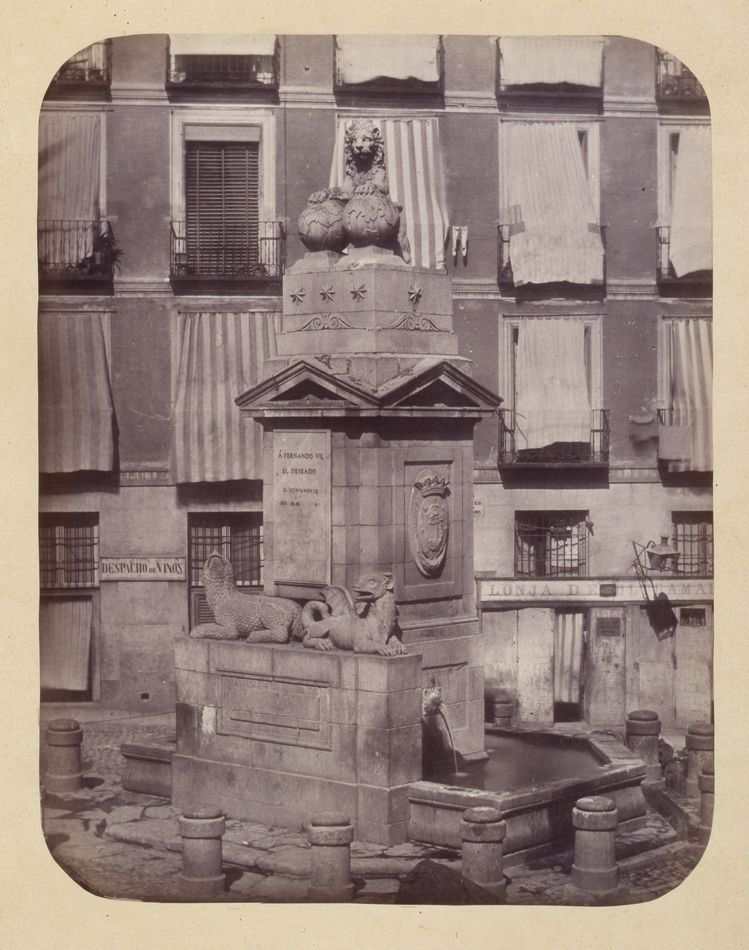
"La Fuentecilla", fotografiada por Alfonso Begué en 1864.

En 1814 se instaló en homenaje a Fernando VII, en la embocadura de esta calle de Arganzuela, una fuente popularmente llamada "La Fuentecilla". Mesonero Romanos la describe, sin pelos en la lengua, como "desdichada fuente" a la que nadie osaría llamar monumento como no fuera "monumento fúnebre del buen gusto"; y luego continúa su curiosa descripción de la calle de esta manera:

"Ninguna iglesia, ningún edificio público ni principal viene a interrumpir la continuada democracia de esta calle, y desde el principio de ella hasta el fin, está seguro el paseante de hallar por ambos lados despues de una posada una taberna, luego una barbería, más allá un albardero junto á un herrador, y enfrente de un bodegón ó de una espartería... Se nos olvidaba que a su estremidad la hallamos dignamente terminada a la izquierda por la Casa matadero, útil aunque muy repugnante establecimiento, hoy muy mejorado con nuevas construcciones; y a la derecha con un caserón empezado a construir por la Villa, no sabemos con qué objeto, hace algunos años y abandonado despues. Este edificio, conocido por la Casa Pabellones, fue un tiempo cedido a la Sociedad de Mejora de Cárceles para establecer en ella una casa de corrección, pero no llegó a verificarse. Antes de llegar a la casa del Matadero y a la esquina de la calle de los Cojos, estuvo también el piadoso albergue de San Lorenzo, en que se recogía por la ronda de pan y huevo, a los pobres estraviados en las calles durante la noche, y se les daba aquella frugal colación y un humilde lecho, por la hermandad fundada en 1598 por Pedro Cuenca..."